# HK Rybinsk
Der HK Рыбинск (russisch ХК Рыбинск) ist ein russischer Eishockeyklub aus Rybinsk.  

## Geschichte
Der Klub wurde 1959 gegründet. Größter Erfolg der Mannschaft war die Teilnahme an der zweithöchsten russischen Profispielklasse im Eishockey, der Wysschaja Liga, in der Saison 2003/04. In dieser war das Team jedoch chancenlos und belegte abgeschlagen mit nur 36 Punkten aus 60 Spielen den 16. und somit letzten Platz der West-Konferenz. Anschließend musste sich der Verein aus dem Profibereich zurückziehen und verbrachte die folgenden beiden Spielzeiten in der viertklassigen Wtoraja Liga.         